# Ammalo impunctus
Ammalo impunctus är en fjärilsart som beskrevs av Augustus Radcliffe Grote 1866. Ammalo impunctus ingår i släktet Ammalo och familjen björnspinnare. Inga underarter finns listade i Catalogue of Life.